# Tachiadenus tubiflorus
Tachiadenus tubiflorus är en gentianaväxtart som beskrevs av August Heinrich Rudolf Grisebach. Tachiadenus tubiflorus ingår i släktet Tachiadenus och familjen gentianaväxter. Inga underarter finns listade i Catalogue of Life.